# 호랑이에게 날개
《호랑이에게 날개》(일본어: 虎に翼)는 2024년 방송되었던 일본의 드라마이다.

## 소개
- 일본 최초의 여성 변호사로 나중에 재판관이 된 주인공과 동료들의 열정 넘치는 법조인들의 이야기를 그린 엔터테인먼트 드라마

## 등장 인물
- 이토 사이리 - 이노즈메 츠모코 역
- 이시다 유리코 - 이노즈메 하루 역
- 오카다 다카시 (岡部たかし) - 이노즈메 나오고토 역
- 키미카와 슈사쿠 (上川周作) - 이노즈메 나오미치 역
- 모리타 미사토 - 요네타니 하나에 역
- 나카노 타이가 (仲野太賀) - 사다 유조 역
- 미야마 료키 (三山みやま) - 이노츠메 나오아키 역
- 도이 사오리 (土居志央梨) - 야마다 요네 역
- 사쿠라이 유키 (桜井ユキ) - 사쿠라카와 요코 역
- 안도 와코 (安藤輪子) - 나가야마 치하루 역
- 히라이와 카미 - 오오바 유메코 역
- 타나카 마유미 - 이네 역
- 하세가와 나기 (羽瀬川なぎ) - 타마 역
- 하연수 - 최향숙 역
- 윤성모 - 최윤철 역
- 토츠카 준키 (戸塚純貴) - 토도로키 타이치 역
- 이와타 타카노리 - 하나오카 사토루 역
- 마츠야마 켄이치 - 카츠라바 토이치로 역
- 고바야시 가오루 - 호다카 시게치카 역
- 오카다 마사키 - 호시 코이치 역
- 사와무라 잇키 - 쿠도 요리야스 역
- 타키토 켄이치 (滝藤 賢一 ) - 타키가와 코시로 역
- 요 키미코 - 호시 유리 역
- 와다 마사토 (和田正人) - 엔도 토키오 역

## 참고 사항
- 극중 최향숙 역을 맡은 하연수는 《리치맨》이 종영한지 6년만에 복귀하는 작품이기도 하다